# Коэффициент покрытия процентов
Коэффицие́нт покры́тия проце́нтов или процентная нагрузка (англ. Times-interest-earned ratio, ICR) — финансовый показатель, соизмеряющий величину прибыли до выплаты процентов по кредиту и уплаты налогов (англ. EBIT, Earnings before interest and taxes) с издержками по выплате процентов. Для компаний, данный индикатор является величиной, соотносящий процентные расходы должника к его денежным потокам либо чистой прибыли, для государства - соотношением процетных выплат к ВВП, государственным расходам либо экспортным поступлениям.

## Общие сведения и значение
Данный индикатор, наряду с другими коэффициентами задолженности, оценивает устойчивость долговой ситуации должника. Кредитор способен оценить свой кредитный риск только после определения таких ключевых показателей, как коэффициент процентной нагрузки для принятия решения о предоставлении ссуды либо дальнейшем финансировании должника. Составляющими показателя выступают все процентные расходы, возникающие из-за обязательств по выплате процентов (исключения: проценты по пенсионным отчислениям,  за банковские сборы). Высокое значение коэффициента покрытия процентов означает низкий кредитный риск, и наоборот. Чем выше значение коэффициента, тем легче обслуживание процентных расходов за счет операционной деятельности. Коэффициент покрытия процентов ухудшается не только при увеличении долга, но и при увеличении процентной ставки на существующие обязательства до уровеня, при котором его обслуживание становится невозможным.
Ключевым показателем, дополняющим коэффициент процентной нагрузки, является коэффициент покрытия выплат по обслуживанию долга, который также может быть определен как для компаний, так и для отдельных стран. Помимо процентов, он также включает выплаты в счет погашения основной суммы долга.

## Предприятия
Как расходы, процентные платежи снижают чистую прибыль компании и, как выплаты, ведут к ухудшению ее ликвидности. Предприятия с высокой долей собственного капитала имеют низкие процентные расходы по сравнению с теми, у которых соотношение собственного капитала низкое. Рост процентной ставки поэтому сказывается на предприятия с низкой долей собственного капитала в структуре активов значительно отрицательно, чем на предприятия с высокой долей собственного капитала (эффект левериджа, т.е. эффект от привлечения заёмных средств). Коэффициент покрытия процентов рассчитывается следующим образом:
Коэффициент покрытия процентов = Величина прибыли до выплаты процентов и уплаты налогов (бухгалтерская прибыль) / Проценты к уплате
{\displaystyle ICR={\frac {EBIT}{R}}},
где {\displaystyle ICR} — коэффициент покрытия процентных выплат; {\displaystyle EBIT} — прибыль до уплаты процентов и налога на прибыль; {\displaystyle R} — начисленные проценты (финансовые расходы).
Коэффициент покрытия процентов показывает возможную степень снижения операционной прибыли предприятия, при которой оно может обслуживать выплаты процентов. Помогает оценить уровень защищённости кредиторов от невыплаты долгов со стороны заёмщика. Нормальным считается значение показателя от 3 до 4. Если значение коэффициента становится меньше 1, это означает, что фирма не создаёт достаточного денежного потока из операционной прибыли для обслуживания процентных платежей. Так, согласно данным KfW, процентная нагрузка немецких компаний относительно высока по сравнению с европейскими конкурентами, что отражает относительную нехватку собственного капитала. Наряду с другими показателями, данный коэффициент также учитывается самим заемщиком при принятии инвестиционных решений. Также существуют эмпирические доказательства того, что компании с высоким значений коэффициента покрытия процентов также имеют низкий удельный вес инвестиционных вложений, поскольку обслуживание долга оказывает сильное влияние на инвестиционную активность. Долговая ситуация для компании становится критичной, - в зависимости от отрасли, - тогда, когда размер выплат по обслуживанию долга превышает 50% денежного потока. При этом, если эти пределы превышаются компанией не только в краткоспрочном периоде (то есть не только временны), то компания оказывается в кризисе.

## Государство
Ввиду того, что у государств всё больше растет задолженность, дискуссия о доли процентных платежей выходит на первый план. Различают бюджетную и общеэкономическую процентную нагрузку. Бюджетная процентная нагрузка связана с общими государственными расходами, в то время как общеэкономическая процентная нагрузка соотносит процентные расходов с валовым внутренним продуктом. Коэффициент покрытия процентов может сильно колебаться и/или меняться, поскольку объем краткосрочной задолженности может быстро меняться, причем эти переменные процентные расходы подвержены значительным колебаниям рынка.
{\displaystyle {\mbox{Процентная нагрузка}}={\frac {\mbox{Процентные расходы}}{\mbox{Экспортные поступления}}}}
или
{\displaystyle {\mbox{Процентная нагрузка}}={\frac {\mbox{Процентные расходы}}{\mbox{Совокупные поступления}}}.}
Данная формула показывает, что государство не может финансировать импорт товаров и услуг в размере, равном процентным расходам, из доходов от экспорта, что приводит к сокращению импорта. Ситуация становится критической для государства тогда, когда доля расходов по обслуживанию долга и процентным платежам превышают 20-25% экспортных доходов в течение длительного времени либо достигает более 20% общих расходов. При длительном превышении этих критических пределов государство может оказаться в состоянии государственного кризиса. К примеру, при совокупных процентных расходах в бюджете Германии на 2012 год в размере 38 миллиардов евро и совокупных бюджетных расходах в размере 309 миллиардов евро, коэффициент покрытия процентов составил 12,3% от общих расходов. Удельный вес этих расходов в ВВП страны в 2012 году (2 498,8 млрд евро) составил 1,52%.
Если, например, национальный долг достигает уровня валового внутреннего продукта (доля национального долга в размере 100%) и при этом налоговые поступления составляют 30% от валового внутреннего продукта, то при условной процентной ставке в 6%, эти налоговые поступления уже обременены процентными расходами в размере 18%. После вычета эти процентных платежей, в распоряжении государства остаются лишь около 80% налоговых поступлений для финансирования государственных расходов
.